# 瑟滕卡河
瑟滕卡河（羅馬化：Sytenka）是烏克蘭的河流，位於該國西部，流經羅夫諾州和利沃夫州，屬於斯洛尼夫卡河的支流，河道全長26公里，流域面積162平方公里，發源自海基-瑟滕西基北部。